# 록페스트
록페스트(Rockfest)는 캔자스시티 라디오 방송국 KQRC-FM 98.9 더 록(The Rock)에서 1992년부터 매년 개최해 온 야외 하드 록 및 메탈 음악 축제이다. 이 축제는 리버티 메모리얼 파크, 캔자스 스피드웨이, 샌드스톤 앰피시어터 등 도시 곳곳의 다양한 장소에서 개최되었다. 2010년 기준으로 북미 최대 규모의 일일 음악 축제로 자리매김했다. 갓스맥, 스테인드, 시더, 스톤 템플 파일럿츠, 콘, 앨리스 인 체인스, 롭 좀비, 디스터브드 등 유명 밴드들이 록페스트의 헤드라이너로 참여했다. 대규모 행사 규모와 날씨에 상관없이 진행되는 이 행사의 분위기는 행사 지속 여부를 두고 지역 사회의 논쟁을 불러일으켰다.
2017년에는 이전 연도의 악천후로 인해 기존 장소가 적합하지 않아 리버티 메모리얼 파크 대신 캔자스 스피드웨이에서 록페스트가 개최되었다.
2019년, 록페스트가 2020년으로 연기된다는 발표가 있었다. 라디오 방송국과 페이스북에 잠깐 공지한 것 외에는 공식적인 발표가 없었기에 많은 사람들이 혼란을 겪고 루머가 돌았다. 주최측은 유명 밴드의 참가비가 너무 높다는 것을 주된 이유로 들었다.
2020년 2월 13일, 록페스트는 올해 개최되지 않을 것이라는 성명이 발표되었다. 결국 2018년을 마지막 해로 정했다.